# Монарх архіпелаговий
Монарх архіпелаговий (Symposiachrus browni) — вид горобцеподібних птахів родини монархових (Monarchidae). Ендемік Соломонових Островів.

## Підвиди
Виділяють чотири підвиди:
- S. b. browni (Ramsay, EP, 1883) — острови Коломбангара, Нова Джорджія, Вангуну[en];
- S. b. ganongae (Mayr, 1935) — острів Ранонґґа[en];
- S. b. nigrotectus (Hartert, E, 1908) — острів Велья-Лавелья;
- S. b. meeki (Rothschild & Hartert, E, 1905) — острови Рендова[en] і Тетепаре[en].

## Поширення і екологія
Архіпелагові монархи є ендеміками групи островів Нової Джорджії в архіпелазі Соломонових островів. Вони живуть у вологих тропічних лісах і в садах на висоті до 600 м над рівнем моря.

## Збереження
МСОП вважає стан збереження цього виду близьким до загрозливого. Деякі підвиди, зокрема S. b. nigrotectus і S. b. ganongae є рідкісними. Архіпелаговим монархам загрожує знищення природного середовища.